# Innocenci XI
El Papa Innocenci XI (en llatí: Innocentius XI, 16 de maig de 1611 - 12 d'agost de 1689), nascut Benedetto Odescalchi, va ser el 240è papa de l'Església catòlica des de 1676 fins a la seva mort. És conegut a Budapest com el " Salvador d'Hongria".
Durant gran part del seu regnat va haver-hi tensió amb Lluís XIV de França. Conservador, va baixar impostos als Estats pontificis durant el seu pontificat i també va produir un excedent en el pressupost papal. A causa d'aquest excedent, repudiava l'excessiu nepotisme dins de l'Església. Innocenci XI va ser frugal en matèria de governar els Estats pontificis, des dels vestits fins a liderar una vida amb valors cristians. En ser escollit va aplicar els ensenyaments que havia rebut dels jesuïtes per reformar moral i administrativament la Cúria vaticana i reduir el dèficit econòmic que acumulava. Va abolir les sinecures i va impulsar una major simplicitat en la predicació, així com una major reverència en el culte, demanant-ho tant al clergat com als fidels. Posteriorment va pressionar els països europeus perquè lluitessin contra els turcs, mentre mantenia relacions complicades amb els reis d'Anglaterra i França. Es va veure forçat a condemnar les tesis del quietisme.
Després d'una causa difícil per a la canonització, que començà en 1791, el que va causar una gran controvèrsia durant els anys i s'aturà en diverses ocasions, va ser beatificat sense oposició el 1956 pel Papa Pius XII.

## Biografia
Nascut a una família noble de Como, Benedetto Odescalchi va néixer de Livi i Paola Castelli Giovanelli de Gandino. Aquesta família ha estat reportada a la ciutat lariana des de principis del segle xv. Els Odescalchi eren en realitat aristocratec dedicats tant al comerç internacional com, sobretot, a la intermediació bancària i comercial (en particular, el canvi de moneda), per tal de ser una de les famílies més riques de la Llombardia espanyola. Fins i tot avui en dia es pot visitar la casa on va néixer el maig de 1611.

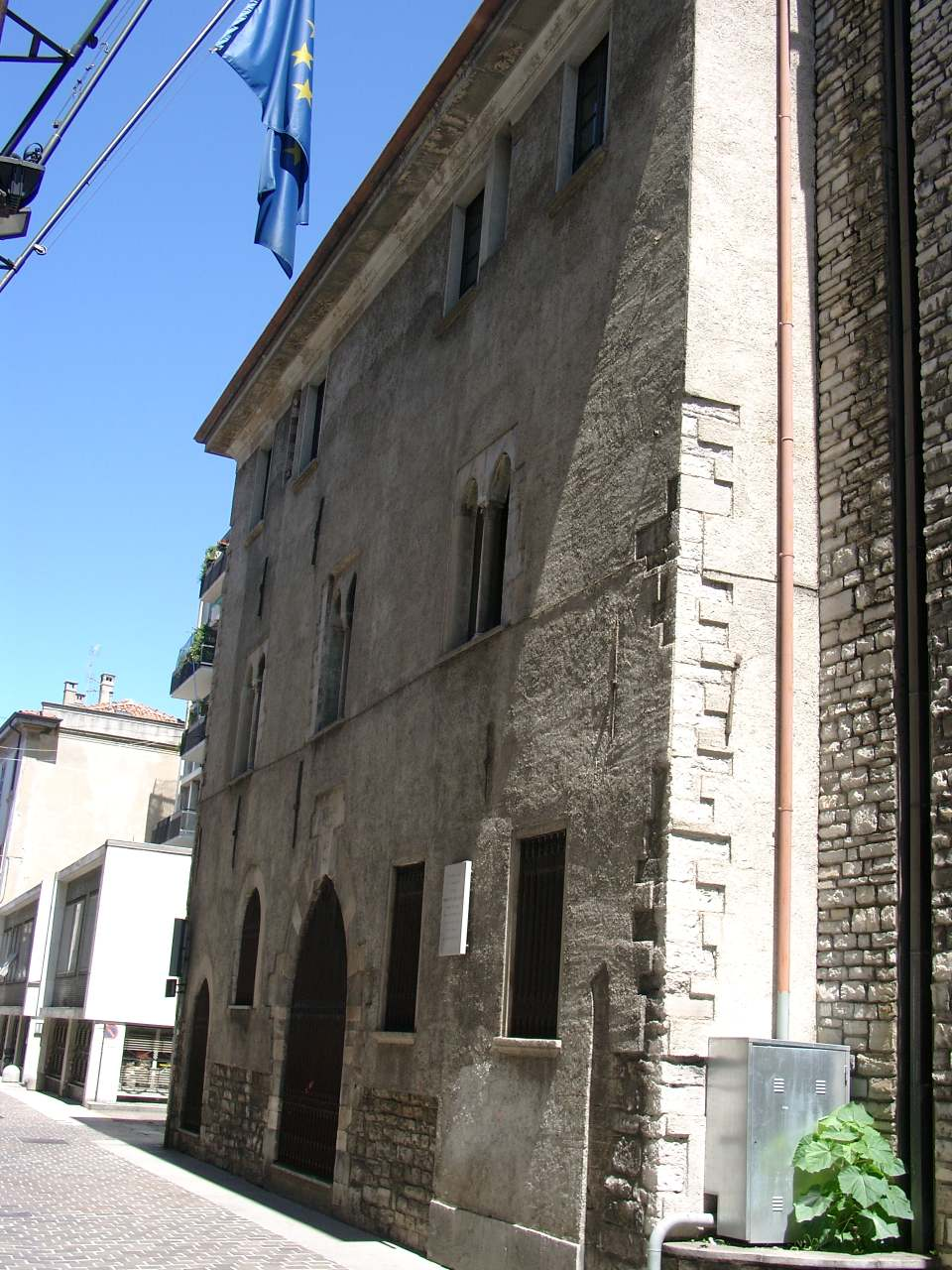
La casa natal del papa Innocenci XI a Como.

Benedetto va estudiar a la universitat local dels jesuïtes (convidat a instal·lar-se a la ciutat de Larios de la família Odescalchi. Va ser inscrit a la Congregació Mariana, un honor reservat als millors estudiants.
Als onze anys quedà orfe del seu pare i als quinze (1626), després de completar els seus estudis humanístics, es va traslladar a Gènova amb el seu oncle Papirio, que dirigia la “Società Odescalchi”, un banc de canvi de divises. El 1630 es va traslladar a Cagno (on la família tenia explotacions agrícoles i un molí) per escapar de l'epidèmia de pesta, de la qual, tanmateix, la mare en va ser víctima. Va dimitir i va començar a estudiar de nou: el 1636 es va matricular en cursos a la Universitat La Sapienza de Roma i va completar els seus estudis a Nàpols, on es va graduar in utroque iure el 21 de novembre de 1639.
A l'edat adulta, va sentir una vocació religiosa. A Nàpols va prendre la tonsura el 18 de febrer de 1640. Més tard es va traslladar a Roma. Gràcies a l'ajuda del seu germà Carlo va rebre les primeres tasques oficials durant el pontificat del Papa Urbà VIII (1623-1644). Odescalchi va fer valer la seva considerable preparació en l'àmbit econòmic i fiscal.
El successor, Innocenci X (1644-1655), el primer va nomenar governador de Macerata (és a dir, governador de les Marques), a continuació, el 1648, de Ferrara. Aquí, una vegada més, les seves grans habilitats, tant pel moment i pel clergat, en economia van resultar ser precioses. La seva sòlida política econòmica, la lluita contra el frau, la distribució dels aliments i els diners als pobres i la tranquil·litat dels preus van donar vida a l'economia de Ferrara afectada per una fam prolongada.
El 6 de març de 1645, el papa Innocenci X el va crear cardenal diaca. Benedetto Odescalchi tenia 34 anys. Tres anys més tard va ser nomenat llegat a Ferrara, sent presentat pel Papa com a mittimus patrem pauperum ("pare dels pobres") per ajudar a la població afectada per la fam. El 1650 fou nomenat bisbe de Novara. A continuació, va acceptar ser ordenat sacerdot, convertint-se en prevere el 20 de novembre de 1650 i després bisbe el 30 de gener de 1651, ambdues consagracions realitzades a Ferrara.
Uns anys més tard va oferir la seva renúncia al pontífex perquè el lloc no ajudava la seva salut. El nou Papa, Alexandre VII (1655-1667) va acceptar la seva petició i el va tornar a reclamar a Roma (1656). Els Odescalchi van obtenir una renda vitalícia, que va decidir transferir completament a la diòcesi de Novara per a les necessitats de la població.
El 1667 el seu nom es trobava entre els favorits per al conclave, però la seva elecció va ser bloquejada pel veto del rei de França. Benedetto Odescalchi va ser elegit per al següent conclave, el cinquè en el que va participar.

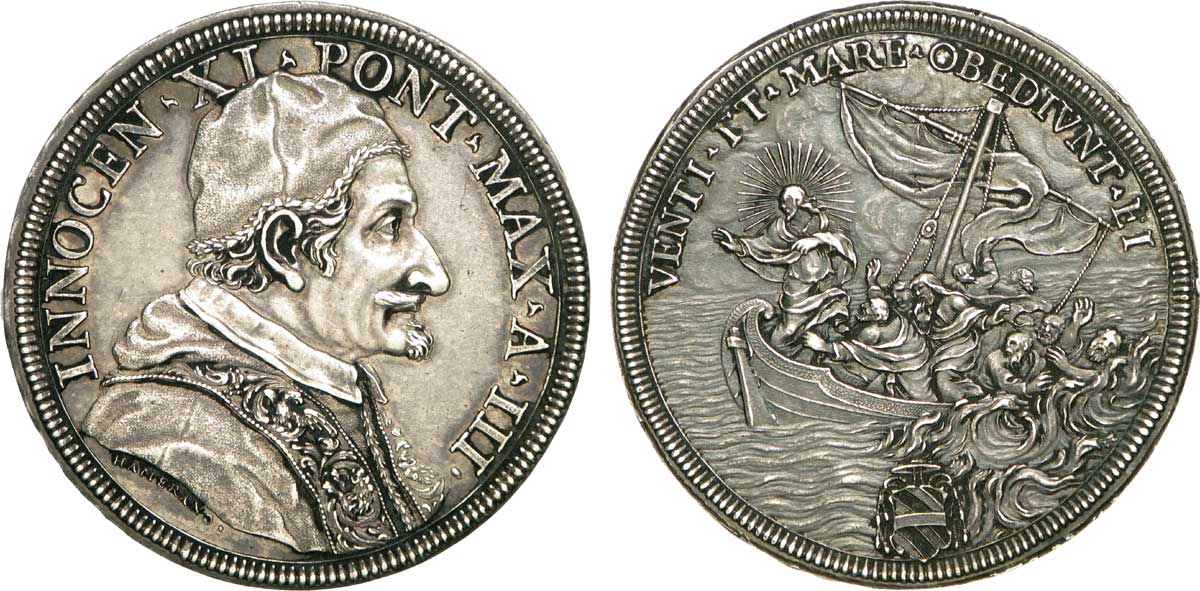
Innocenci XI (1678-1679)

### Cronologia de càrrecs
- 15 de maig de 1640: protonotari dels Participants;
- 1642: referendari del Tribunal de la Signatura Apostòlica. Posteriorment va ser nomenat president de la Cambra Apostòlica.
- Comissionat d'ajuda a Ancona i província;;
- Comissari extraordinari d'impostos a les Marques;
- 1644: governador de Macerata (que porta el títol de governador de les Marques). Posteriorment, combina aquest càrrec amb el governador d'Ascoli Piceno;
- 6 de març de 1645: creat cardenal diaca;
- 24 d'abril de 1645-21 d'abril de 1659: assumeix la diaconia de Santi Cosma e Damiano;
- 22 de gener de 1647-4 d'abril de 1650: prefecte de la Signatura apostòlica;
- 15 de juny de 1648 – 1651: legat apostòlic a Ferrara;
- 4 d'abril de 1650 - 6 de març de 1656: bisbe de Novara;
- 21 d'abril de 1659 – 21 de setembre de 1676: cardenal prevere de Sant'Onofrio;
- 12 de gener de 1660 – 24 de gener de 1661: Camarlenc del Col·legi Cardenalici;
- 21 de setembre de 1676: escollit Romà Pontífex.

## El conclave del 1676
Innocenci XI va ser escollit papa el 21 de setembre de 1676 al Palau Apostòlic i va ser coronat el 4 d'octubre pel cardenal protodiaca Francesco Maidalchini. En memòria d'Innocenci X, qui el va crear cardenal, i per la seva amistat amb el cardenal Alderano Cybo-Malaspina, un parent d'Innocenci VIII, va escollir el nom pontifici d'Innocenci XI.
63 cardenals van participar en la fase final del conclave (començada el 2 d'agost i finalitzada el 21 de setembre de 1676).
Immediatament els vots es van centrar en dos candidats: Celio Piccolomini (recolzat pels Altieri) i Odescalchi (recolzat pels Chigi). L'hostilitat entre les dues famílies va durar molt de temps. Piccolomini inicialment va obtenir molts vots, però no van ser suficients per aconseguir la majoria requerida. Posteriorment, les preferències es van unir amb el cardenal Odescalchi.
En rebre la notícia de l'elecció, es va negar exhortant als cardenals per elegir una persona diferent. Hi va haver un descans en els treballs, i després va portar a terme una nova votació després de la qual Odescalchi va tornar a sortir guanyador per 47 vots.
Innocenci no van perdre temps a declarar i demostrar en la pràctica el seu zel reformador dels costums i corrector d'abusos administratius. La cerimònia de coronació, que va tenir lloc el 4 d'octubre, el 1676, va ser singularment senzilla i modesta, pel fet que el nou papa va voler que els diners que s'havien guardat per a l'ocasió fossin distribuïts a les esglésies i els pobres de Roma.
Auguri de la voluntat de ferro d'Odescalchi Papa va ser, però, la seva decisió de fer subscriure als cardenals una declaració electoral com una condició sine qua non per a la seva acceptació del pontificat: Benedetto Odescalchi volia tenir les mans lliures per fer front a la reforma de Església i costums, tant de clergues com de laics.

## El pontificat
Aviat van quedar demostrades tant les seves habilitats pràctiques com la seva integritat personal. Com a Papa heretà un deute de 50 milions d'escuts. Reduint dràsticament els desemborsaments papals, abolint els càrrecs honorífics inútils i introduint tota una sèrie de mesures econòmiques aconseguí equilibrar els llibres de comptabilitat. Es llançà a promoure l'activitat missionera arreu del món, contribuí a unir el rei de Polònia i l'emperador en una lliga contra la invasió otomana de l'Europa oriental i impedí que els governants catòlics influents, incloent l'emperador, es casessin amb protestants. Tot i això, desaprovà vigorosament les persecucions religioses, condemnà el tractament de Lluís XIV vers els hugonots i intentà convèncer a Jaume II que renunciés a la seva política agressivament catòlica a Anglaterra.

### Relacions amb les institucions de l'Església

#### Decisions eclesiàstiques generals
- La taxa innocenciana: es donà aquest nom per a un decret emès l'1 d'octubre de 1678. La disposició incloïa els serveis per als quals les cancelleries del bisbe podien sol·licitar el pagament d'una suma. El decret també va prescriure que els bisbes no havien de demanar cap pagament en diners per: suposicions (o renúncies) relatives a les assignacions de treball; establiment de beneficis; dispenses matrimonials. En aquests casos només es podrien acceptar ofertes voluntàries.
- El pontífex va ordenar que els candidats al sacerdoci realitzessin, durant els deu dies anteriors a l'ordenació, els exercicis espirituals.
- L'11 de setembre 1681 va celebrar un jubileu extraordinari per invocar l'ajuda de Déu contra les dificultats de l'Església.[13]
- El 3 de juliol de 1686 Innocenci XI va prescriure a tota la catolicitat la lectura de la "Ciutat Mística de Déu", obra de la religiosa espanyola Maria de Jesús d'Ágreda. El llibre va ser escrit el 1650; després de diverses vicissituds, el text, que també va acabar a l'Índex de llibres prohibits, va ser definitivament aprovat per la Inquisició.

#### Cúria romana
Innocenci XI va decidir no assignar càrrecs públics a cap familiar i va intentar abolir les sinecures.

#### Ordes i instituts religiosos
Barnabites
El pontífex va canviar les disposicions del capítol aprovades per Alexandre VII i va permetre als Clergues de Sant Pau acumular actius tant a Roma com a Milà .
Bartolomites
El 7 de juny de 1680 el pontífex va reconèixer la comunitat religiosa fundada pel sacerdot alemany Bartolomeo Holzhauser, l'Institutum clericorum saecularium in communi viventium (coneguts com a "Bartolomites").
Franciscans
El 20 de novembre de 1679 el pontífex va publicar el motu proprio Sollicitudo pastoralis sobre la regla franciscana.
Jesuïtes
En resposta a la petició del missioner flamenc Ferdinand Verbiest (vice-provincial de l'ordre a la Xina), el pontífex va autoritzar els cristians xinesos a participar en cerimònies tradicionals, considerades no com a ritus religiosos, sinó com a manifestacions civils. El rescripte, datat el 3 de desembre de 1681, va confirmar les declaracions anteriors de Climent XI i d'Alexandre VII.

Durant la crisi amb el clergat francès, el pontífex va demanar i va obtenir (1685) l'expulsió de l'ordre del Pare Luigi Maimbourg (1610-1686), que havia adoptat una posició a favor del rei Lluís XIV.
Cartoixans
Amb la constitució apostòlica Iniunctum nobis ("Ens van ordenar", del 27 de març de 1688) va aprovar els estatuts de l'orde.

#### Esglésies orientals
- El 1681 va lliurar el pal·li i va conferir el títol de patriarca de l'Església catòlica caldea a Mar Yosep I, archieparca d'Amida.

#### Missions
- El 1687 el pontífex envià a Borneo en missió el pare teatí Antonino Ventimiglia; quan va arribar a l'illa el 1689, el 1691 es va convertir en el primer bisbe de Borneo;
- El pontífex va erigir universitats dominicanes a Manila i a Guatemala; també va afavorir les missions carmelites a Pèrsia;[7]
- Per tal de mantenir-se actualitzat sobre les situacions locals, el pontífex solia rebre els missioners personalment. Per tant, era conscient de la situació d'esclavitud en què vivien molts pobles indígenes. Per tant, va treballar per l'abolició del comerç d'esclaus.

#### Decisions en matèria litúrgica
- El 30 d'abril de 1686 Innocenci XI va concedir el dret de rebre la indulgència plenària també a aquells que en les esglésies dels franciscans havien participat en el ritu del Via Crucis. En aquella època només els franciscans celebraven el Via Crucis. La disposició del pontífex va ampliar la participació del ritu a tots els fidels[16]
- El 1688 va donar el placet a la publicació del Breviari en el llenguatge d'Eslavònia per a les esglésies (del ritu llatí) de Dalmàcia i Il·líria i per als russos i búlgars del ritu bizantí.

#### Decisions sobre assumptes morals
El pontífex va renovar la seva condemna del probabilisme, segons l'expressat pel seu predecessor Alexandre VII (decret de la Sagrada Congregació del Concili Cum ad aures, implementat pel Papa el 12 de febrer de 1679). En 1687 va condemnar amb la butlla Sanctissimus Dominus 65 proposicions "laxes" (és a dir, excessivament tolerant), pertanyents a tres jesuïtes espanyols: el Pare Tomás Sánchez (1550-1610), el pare Antonio Escobar (1589-1669) i el Pare Francisco Suárez (1548-1617)., Es va prohibir que ningú ensenyés les propostes definides propositiones laxorum moralistarum, sota pena d'excomunió.
En oposició al probabilisme, una nova doctrina va néixer a mitjans del segle XVII: el probabilorisme. Adoptada el 1656 pels dominics, en 1680 Innocenci XI va permetre als jesuïtes també ensenyar aquesta doctrina.
Es reclamà a la Santa Seu a intervenir també sobre una nova doctrina moral, que es va començar a parlar després de 1680: el quietisme. El 1675, el prevere Miguel de Molinos havia publicat una Guia espiritual. L'obra, que va tenir l'imprimatur del dominic Raimondo Capizucchi, va tenir molts resultats positius. Inicialment Innocent XI la va acollir favorablement. Però en el seu llibre Molinos va recomanar la confiança en la presència divina com un acte de pura fe i va negar la importància de la voluntat de l'home en el seu esforç per assolir la perfecció. El 1685 la Inquisició romana va ordenar la seva detenció. A Itàlia també es van indexar les obres del cardenal Pier Matteo Petrucci, un dels principals exponents del quietisme a la península. Innocenci XI va condemnar el quietisme com a heretge amb la constitució apostòlica Coelestis Pastor del 20 de novembre de 1687.

#### Govern civil
El pontífex va emetre diverses altres mesures de caràcter moralitzador. Va tractar de limitar la propagació de la loteria (12 de febrer de 1679), de controlar, si no suprimir, obres de teatre, guanyant-se el sobrenom de "Papa minga" (Papa "res, res" del llombard "minga") en relació amb el fort èmfasi i hostilitat per a actuacions escèniques.
En 1684, 1688 i 1689 va prohibir per complet el carnestoltes, i en els altres anys va intentar contenir-lo. Va abolir la regata tradicional al Tíber del dia de San Roc en què es va destinar la quantitat que es va gastar en un orfenat. Es va prohibir als sacerdots per a l'ús del tabac.
Malgrat tenir un únic nebot, Livio Odescalchi, aquest no va rebre del papa cap dels favors que habitualment s'havien endut els nebots (nepoti) dels papes anteriors. Innocenci XI no li va concedir cap càrrec de govern ni un cardenalat, i el va obligar a portar una vida modesta amb pocs servidors i disposar d'un sol carruatge, malgrat haver heretat la fortuna del seus pares.

### Relacions amb esglésies protestants
Innocenci XI va animar els intents de diàleg amb els protestants de Christopher Roseguis de Spinola, el bisbe franciscà espanyol a Alemanya, que va compilar una exposició dels punts comuns de fe catòlics i luterans en col·laboració amb l'abat luterà Gerardo Walter Molano.

### Relacions amb els monarques europeus

#### França
La crisi dels drets de regalia
Innocenci XI havia estat elegit amb el consentiment del rei Lluís XIV, que havia renunciat a utilitzar en contra seu el veto. El predecessor Climent X havia deixat oberta la qüestió de la monarquia francesa en les seves jurisdiccions espirituals. La controvèrsia es refereix al dret del rei francès per adjudicar les prebendes que pertanyen a les diòcesis vacants i rebre rendes ("drets de regalia").
Innocent XI va instituir una comissió, la "Congregació de les regalies". Les tasques es va perllongar fins a 1678 i va donar lloc a tres breus successius (12 de març i 21 de setembre de 1678 i 27 de desembre de 1679) en els quals es va reafirmar les prerrogatives de la Santa Seu sobre la monarquia francesa. A la vista d'aquests pronunciaments, Innocenci XI va demanar al rei de França que anul·lés el decret de 1673 que havia donat lloc a la controvèrsia, és a dir, la mesura que s'havia establert que el dret de regalia s'estenia a tots els territoris de la corona francesa. D'acord amb l'avaluació del pontífex, la mesura violava els privilegis de la Santa Seu, i era contrària als tractats en vigor entre l'Estat francès i l'Església.
Lluís XIV va cridar al clergat francès a l'assemblea. A l'octubre de 1681 es van celebrar les assises, obertes per Jacques Bénigne Bossuet, bisbe de Meaux i tutor del fill del rei. Després d'aquestes discussions, el 19 de març de 1682, el clergat francès va votar una declaració en quatre articles (Declaratio cleri Gallicani d'ecclesiastica potestate, anomenada "Els Quatre articles"). Amb ells es van afirmar els següents principis: 
1. els monarques no estan sotmesos al papat,
2. els concilis eclesiàstics substitueixen l'autoritat papal;
3. el Papat ha de respectar les tradicions de les esglésies locals;
4. els decrets papals no són vinculants a menys que siguin adoptats per tota l'església.

El rei immediatament va prendre aquestes decisions en les lleis de l'estat i va ordenar la seva observança als religiosos i a tots els professors de teologia i dret canònic.
Innocenci XI va declarar nul·les i sense efecte les decisions del clergat francès (11 d'abril de 1682), es va negar a reconèixer als bisbes que havien signat els Quatre Articles i van dissoldre els vincles entre aquests bisbes i les seves seus. El resultat va ser que 35 diòcesis franceses es van quedar sense bisbe. Lluís XIV va haver de cedir perquè els bisbes representaven una xarxa d'interessos del poder real i la seva absència hauria causat la interrupció de la transmissió d'ordres reials a les jerarquies catòliques. La victòria del pontífex va ser confirmada per la decisió de Lluís XIV d'emetre l'Edicte de Fontainebleau (18 d'octubre de 1685) amb el qual el rei va revocar l'Edicte de Nantes (1598), és a dir, el reconeixement de la llibertat de culte als protestants francesos. El pontífex expressava la seva complaença en una breu dirigit al rei.
La qüestió del dret d'asil
Una altra qüestió que dividí la Santa Seu i París era la regulació del dret d'asil per als representants dels Estats estrangers domiciliats a Roma (in primis els ambaixadors). Les ambaixades van gaudir de l'extensió del dret d'asil als barris dels voltants. Per tant, es van crear els enclavaments dins de l'Urbe on la policia papal no podia entrar. El 7 de maig de 1685 el pontífex va suspendre aquesta ampliació del dret d'asil, reiterant la seva decisió amb la butlla Cum Alias de 12 de maig de 1687. Tots els països europeus s'adaptaren, llevat de França.

Després de la mort de l'ambaixador francès François Annibal II d'Estrées (1671-1687), Innocenci XI va rebutjar el nomenament del seu successor Henri Charles de Beaumanoir-Lavardin. L'ambaixador de França va resoldre la qüestió per la força: el 16 novembre de 1687 va ocupar militarment l'ambaixada (el Palau Farnese). El Papa excomunicà no només l'ambaixador, sinó també el rei i els ministres (1 de gener de 1688). La disputa entre la Santa Seu i el Regne de França va assolir el seu clímax el 24 setembre de 1688, quan Lluís XIV interposà recurs al Concili General abans que el Parlament de París, en tots els punts de contenció i amenaçà amb la intervenció armada contra els Estats Pontificis, sense que Innocenci modifiqués la seva determinació. La disputa la va resoldre el Alexandre VIII, successor d'Innocenci, el 1690.
La successió a la seu de Colònia
A l'època de Innocenci XI, l'arquebisbat de Colònia constituïa un estat autònom (l'Electorat de Colònia) dins del Sacre Imperi Romanogermànic. A partir de la segona meitat del segle xvii, l'arquebisbe va ser escollit entre els membres de la poderosa família bavaresa dels Wittelsbach.
Durant el pontificat d'Innocent XI, el príncep-arquebisbe Maximilià Enric de Baviera va morir (1650-1688). El rei Lluís XIV va intentar anticipar-se a l'elecció de la Santa Seu sobre el seu successor, afavorint el nomenament com a arquebisbe coadjutor de Wilhelm Egon von Fürstenberg (bisbe d'Estrasburg, ciutat ocupada pels francesos l'any 1681). Per al rei de França, la possessió de l'electorat de Colònia era estratègica: vorejava les Províncies Unides holandeses i li permetria penetrar en territori holandès. A més, el príncep-arquebisbe de Colònia era un dels electors de l'Emperador del Sacre Imperi Romanogermànic: Lluís XIV hauria tingut l'oportunitat d'influir en l'elecció del rei dels romans.
A petició de l'emperador Leopold I d'Habsburg, el Papa va posar el seu veto sobre el nomenament de von Furstenberg i va nomenar un arquebisbe que no afavoria als interessos polítics de França. L'elecció va recaure sobre Josep Climent de Baviera, fill del príncep elector de Baviera. Un exèrcit francès de 16.000 homes va envair el principat (agost de 1688), va prendre les fortaleses de Bonn i Kaiserwerth, però Colònia va obrir les portes a les tropes imperials, majoritàriament compostes per prussians. En represàlia contra el Papa, els francesos van ocupar Avinyó i van arrestar el nunci apostòlic.
Leopold I d'Habsburg aviat va organitzar una lliga contra Lluís XIV (Lliga d'Augsburg). A l'octubre Innocenci XI es va alinear públicament amb la Lliga d'Augsburg. El 18 d'octubre Leopold va declarar la guerra a França desencadenant la Guerra dels Nou Anys (1688-1697). El conflicte va acabar momentàniament el 1689, quan les tropes imperials van recuperar a Bonn.

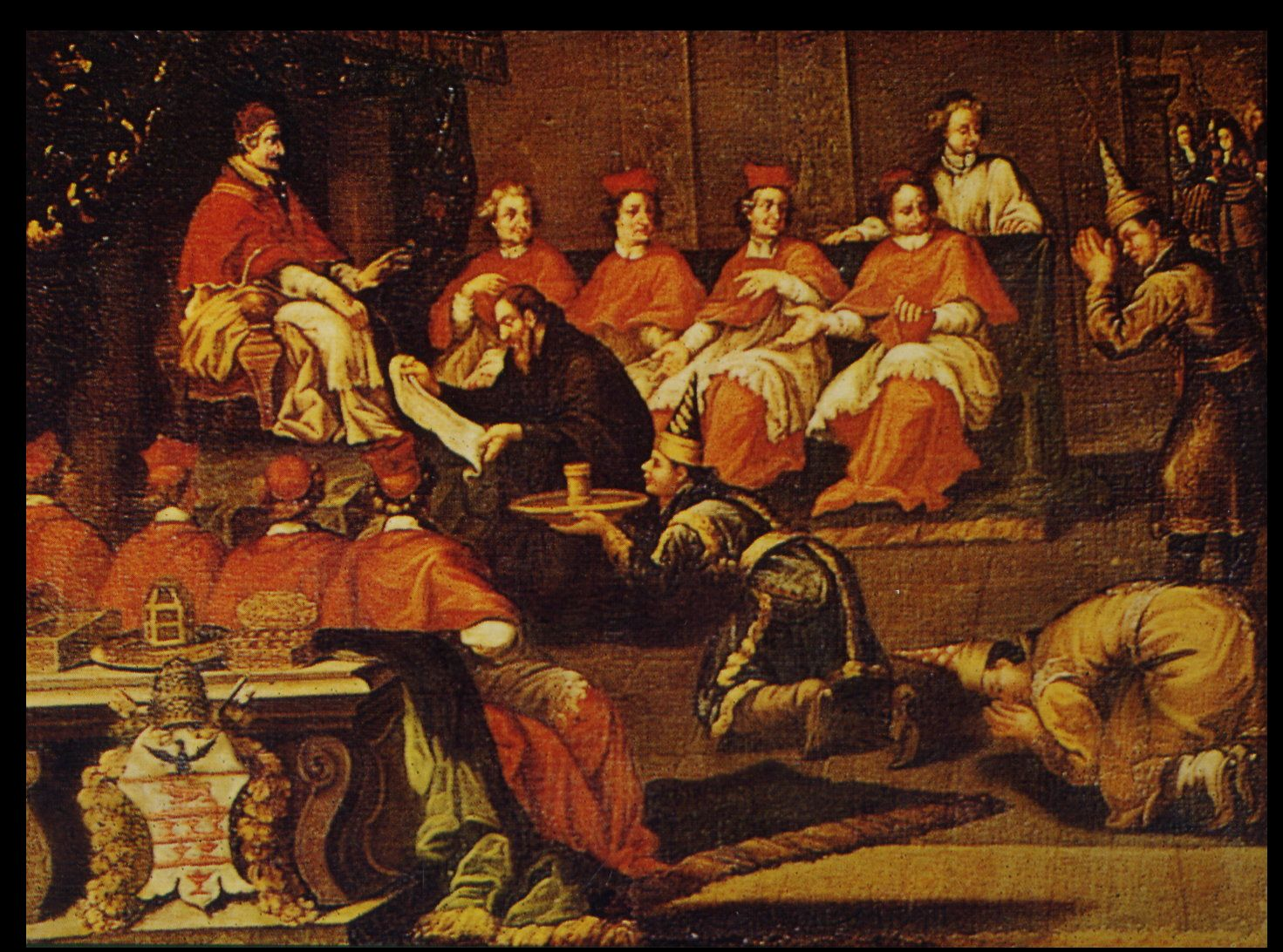
Guy Tachard tradueix la carta del rei Narai de Siam al papa Innocenci XI (desembre de 1688).

#### Anglaterra
El 1685 Jaume Estuard, catòlic, es va convertir en rei. Una de les seves primeres mesures va ser la designació d'un enviat davant la Santa Seu. John Caryll (1625-1711) va ser l'escollit per a aquesta delicada missió. Innocenci XI va nomenar l'arquebisbe Ferdinando d'Adda com a nunci apostòlic a Londres. El 1687, el Rei Jaume va emetre la Declaració d'indulgència, el primer pas cap a la llibertat de culte als catòlics anglesos. Però l'any següent va ser destituït pel protestant Guillem d'Orange, qui més tard va anul·lar les seves decisions.

#### Rússia
L'Església Ortodoxa i l'Església Catòlica es van excomunicar mútuament el 1054 i des de llavors no tenien informes oficials. El 1684, un sacerdot jesuita austríac, Schmidt, va arribar a Moscou, on va aconseguir establir-se com a capellà de l'ambaixada de Viena. En 1685, Innocent XI va enviar una carta al tsar, Pere el Gran. Dos anys més tard, un predicador va ser enviat d'Itàlia a la cort del tsar, al qual va poder explicar els principis de la doctrina catòlica.

### Relacions amb monarques extraeuropees
El 1688 el pontífex va rebre una delegació del rei de Siam Narai (1629-1688) en una visita a Europa

### Lluita contra els turcs
El 1683 l'exèrcit otomà va travessar la frontera amb Hongria dirigint-se cap a Viena. La Santa Seu va decidir formar una coalició internacional antiturca. Aprofitant les habilitats diplomàtiques dels nuncis Obizzo Pallavicini i Francesco Buonvisi, el 31 de març, Innocenci XI va concloure una aliança amb l'emperador Leopold d'Habsburg i amb el rei de Polònia, Joan III Sobieski; llavors va ordenar oracions públiques a Roma i va celebrar un jubileu extraordinari (11 d'agost de 1683). Va imposar impostos sobre la desena part dels béns eclesiàstics a Alemanya i Polònia i tres delmes al clergat italià. Va enviar 100.000 escuts tant a l'emperador com al rei de Polònia.

Els dies 11 i 12 de setembre de 1683 la coalició d'exèrcits cristians va derrotar els turcs a Viena marcant l'aturada definitiva de l'expansió otomana a Europa (Batalla de Viena). Inocencio XI, agraït a la Mare de Déu de Loreto per la victòria històrica, va enviar la bandera presa als turcs al Santuari de la Casa Santa, on encara es conserva a la Sala del Tresor. També va establir la recurrència del Sant Nom de Maria.
Gràcies a la derrota turca de 1683, l'emperador Leopold I va veure l'oportunitat d'un contraatac. Una nova croada hauria hagut d'unir el Sacre Imperi Romanogermànic, la Confederació de Polònia i Lituània, França, Espanya i Portugal amb l'addició de països asiàtics hostils a la Sublim Porta (principalment Pèrsia). El projecte va veure la llum amb la creació de la primera Lliga Santa el 1684 i de la Segona Lliga Santa de 1686 amb Àustria, Polònia i amb la incorporació de la República de Venècia, que va acabar amb la presa de Buda. A l'any següent, el regne d'Hongria esdevingué, després de 161 de vassallatge, un estat sobirà.

## Patró de les arts i les ciències
Innocent XI va ordenar la reconstrucció de l'església de Santa Maria de Monterone, situada al barri de Sant'Eustachio. Va realitzar treballs de consolidació al Ponte Fabricio.
El metge personal del pontífex, Giovanni Maria Lancisi, va proposar i va obtenir la realització d'un teatre anatòmic a la Universitat de La Sapienza.
Innocenci XI protegí el religiós portuguès António Vieira anul·lant una sentència de l'Inquisició dictada contra ell (1681).
En 1684, amb un breu de confirmació, va reintroduir privilegis ja concedits per Urbà VIII als músics de l'Acadèmia Santa Cecília.

## Mort i enterrament

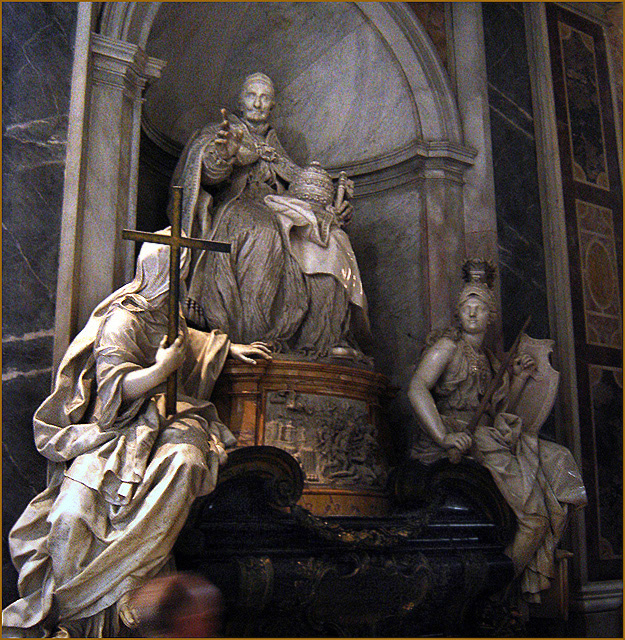
Monument a la basílica de Sant Pere del Vaticà. L'estàtua del pontífex, que descansa sobre el sarcòfag de bronze negre, va ser obra de Pietro Stefano Monnot, dissenyada per Carlo Maratta (1625-1713).

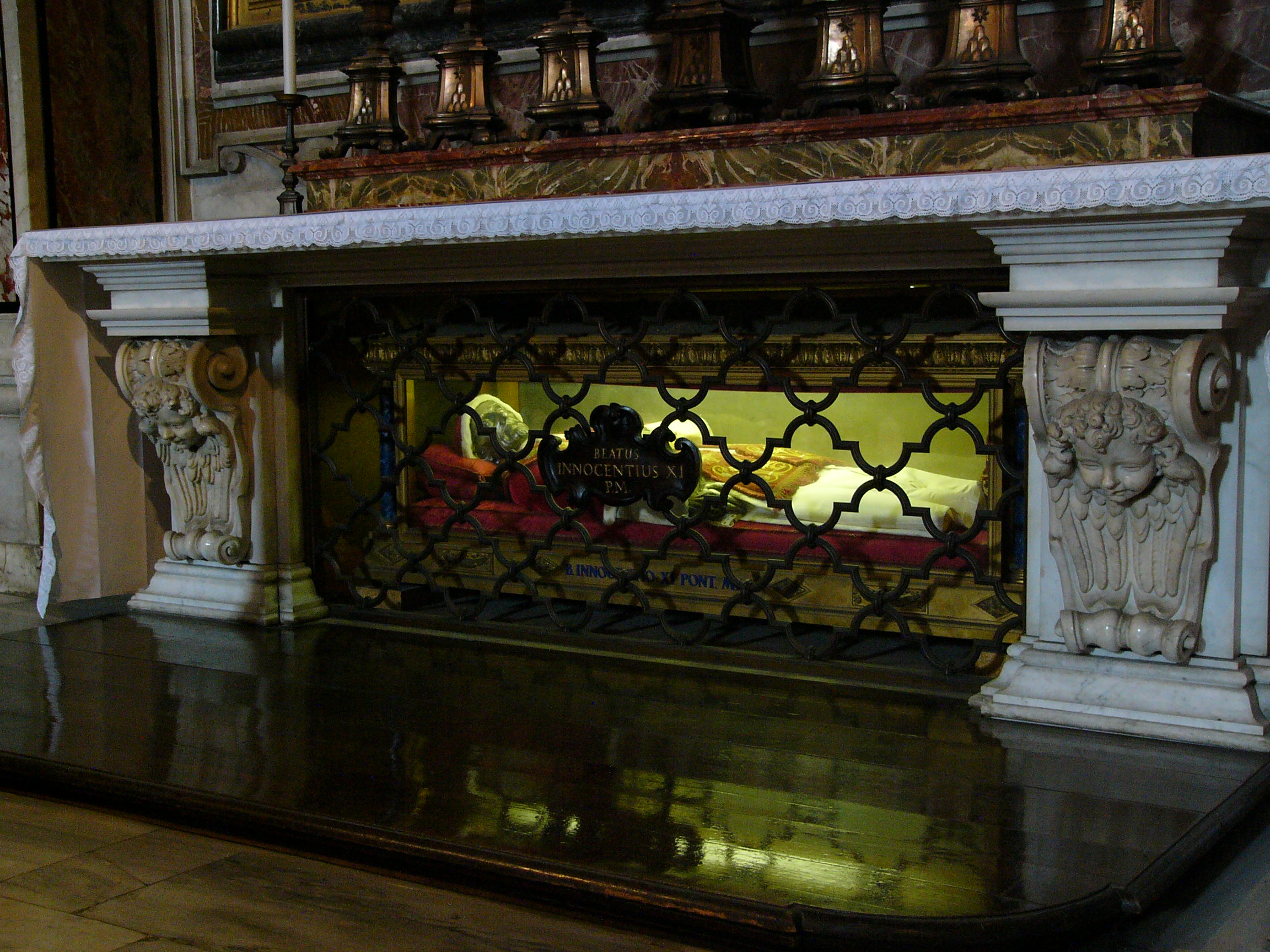
El sepulcre d'Innocent XI a la basílica de Sant Pere al Vaticà.

Innocent XI va caure greument malalt el 6 de juny de 1689 i va morir el 12 d'agost a Roma.
Va ser enterrat a la Basílica del Vaticà.

## La causa de beatificació
La causa de la beatificació d'Innocenci XI va començar l'11 d'abril de 1691. El 1698 es van confirmar els resultats de la primera fase del procés. El 1714 es va tractar la introducció formal de la causa. La nova fase d'investigació es va dur a terme entre Roma i Como, des del 1714 fins al 1733, els resultats van ser aprovats el 1736, però el procés es va retardar a causa de l'oposició francesa el 1744.
La publicació de documents del dominic Joachim Joseph Berthier, el 1944, va revitalitzar el procés, el represa del qual va ser establerta per Pius XII. Il El pontífex beatificà Innocenci XI el 7 d'octubre de 1956 i va situar el memorial litúrgic el 12 d'agost. Pius XII va fer d'Innocenci XI un símbol de resistència cristiana als enemics de l'Església. Com que havia cridat a tots els pobles catòlics a unir-se contra els enemics otomans, l'Europa occidental i cristiana hauria d'haver mantingut units contra el nou enemic soviètic.
En 2009 es va establir el "comitè organitzador de la celebració del naixement del papa Innocenci XI", a la instigació de Cúria de l'Arquebisbal Esztergom-Budapest, el Consell Pontifici per als Textos Legislatius, de ' Universitat de Cassino, de' Universitat Universitat de Molise i la família Odescalchi. El 8 d'abril, 2011, el cos del beat Innocenci XI va ser traslladat de la capella de Sant Sebastià a la de la Transfiguració: d'aquesta manera a la capella buida es va col·locar el taüt de Joan Pau II després de la seva beatificació l'1 de maig del mateix any.

## Canonitzacions i beatificacions
Inocenci XI beatificà formalment a dos servents de Déu durant dues cerimònies separades; també va beatificar, per equivalència, cinc servents de Déu més.
El 1681 Innocenci XI inserí en el Martirologi romà a Bernat d'Aosta (1020-1081).
Va traslladar la memòria de Fèlix de Valois al 20 de novembre.

## Consistoris per a la creació de nous cardinals
Durant el seu pontificat, Innocenci XI va consagrar a 43 cardenals en dos consistoris diferents. Va ser ell qui va donar el porpra al futur Pape Innocenci XII.
Innocenci XI va desaprovar la pràctica del nepotisme i es va negar sistemàticament les peticions de l'interior de la seva cort per convocar al seu únic net, el príncep Livio Odescalchi, a Roma, tot i que va nomenar cardenal a Carlo Stefano Anastasi Ciceri, un parent llunyà, el 2 de setembre de 1686.

## Encícliques
- Sollicitudo pastoralis (Fomentant i preservant els ordes dels religiosos)
- Coelestis Pastor (Condemnant els errors de Molinos)

## Diocesis erigides per Innocenci XI

### Noves diocesis
A Europa
- Durant el regnat de Jaume II, Innocenci XI subdividí el vicariat apostòlic d'Anglaterra en quatre vicariats:
  - Districte septentrional
  - Districte occidental
  - Centre
  - Westminster

A Sud-amèrica
- 16 de novembre de 1676 (butlla Romani Pontificis):
  - Bisbat de Rio de Janeiro (al Brasil, fundat com a prelatura territorial el 1575)
- 22 de novembre de 1676 (butlla Ad sacram Beati Petri sedem):
  - Bisbat d'Olinda (al Brasil, fundat com a prelatura territorial el 1614)
- 30 d'agost de 1677 (butlla Super universas):
  - Bisbat de São Luís do Maranhão (al Brasil)

Al Llevant
- 1678: Arxieparquia d'Emesa (a Síria);
- 1683: 
  - Eparquia de Sidó (al Líban);
  - Eparquia de Tiro (al Líban);
- 1687: Eparquia de Bosra i Hauran (a Síria).

A Indoxina
- 24 de juliol de 1678: del vicariat apostòlic del Tonquín se'n originaren dos:
  - vicariat apostòlic del Tonquín oriental
  - vicariat apostòlic del Tonquín occidental
- 1680:
  - Vicariat apostòlic del Sichuan (a Sina, el territori va ser pres del vicariat apostòlic del Tonquín).

### Elevació al rang d'arxidiòcesi
- 16 de novembre de 1676 (butlla Inter pastoralis): Bisbat de San Salvador de Bahia (Brasil)
- 1677: Eparquia de Leopoli (a la Confederació de Polònia i Lituània)

## Honors
Gran Mestre de l'orde suprem del Crist